# Cámara de compensación
Las cámaras de compensación son asociaciones constituidas para que las entidades de crédito puedan realizar sus pagos de compensación con liquidación periódica de los créditos y débitos recíprocos como:
- Intercambio de cheques;
- Letras de cambio;
- Pagos realizados con tarjetas de crédito (en métodos indirectos);
- Otros valores.

## Según países

### España
En España, el Sistema Nacional de Compensación Electrónica (SNCE) fue creado por el Real Decreto 1369/1987, de 18 de septiembre. Inicialmente, la gestión y administración del SNCE estuvo encomendada al Banco de España, y pasó a ser asumida por la Sociedad Española de Sistemas de Pago, S.A. Iberpay en el año 2005, mediante la reforma de la Ley 41/1999, de 12 de noviembre, sobre sistemas de pagos y de liquidación de valores, que llevó a cabo la Ley 2/2004, de 27 de diciembre, de Presupuestos Generales del Estado para el año 2005. De este modo cada día se reducen a un solo saldo todas las operaciones entre las entidades financieras, liquidándose finalmente a través de la cuentas mutuas en el propio Banco de España.